# میدان هوایی بین‌المللی قندهار

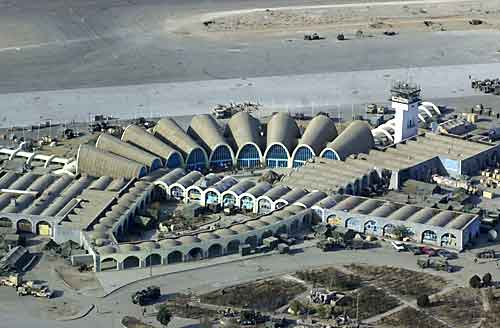
فرودگاه قندهار.

فرودگاه بین‌المللی قَندَهار یا میدان هوایی بین‌المللی احمدشاه بابا میدانی هوایی است که در ۱۶ کیلومتری جنوب خاوری شهر قندهار افغانستان قرار دارد.
این فرودگاه در دههٔ ۱۹۶۰ توسط ایالات متحده و در چارچوب کار «بنگاه ایالات متحده برای برنامه پیشرفت بین‌المللی» ساخته‌شد. ممکن است قصد اصلی از ساخت آن استفاده نظامی توسط نیروهای آمریکایی در صورت درگرفتن جنگ میان شوروی و ایالات متحده بوده‌باشد.
فرودگاه قندهار در سال ۱۹۷۹ توسط شوروی‌ها اشغال شد و در جریان جنگ شوروی در افغانستان طی دههٔ ۱۹۸۰ به شدت صدمه دید. به این فرودگاه در جریان حمله ایالات متحده به نیروهای طالبان در اکتبر ۲۰۰۱ آسیب‌های بیشتری وارد شد.
در سال ۲۰۰۷ این فرودگاه بازسازی شده و هم برای پروازهای نظامی و هم پروازهای غیر نظامی از آن استفاده می‌شود.
در سال ۱۳۹۸ رئیس‌جمهور افغانستان در جریان سفر به ولایت قندهار، میدان هوایی ولایت قندهار را رسماً به نام «میدان هوایی بین‌المللی احمدشاه بابا» نامگذاری کرد.

## تاریخچه

### ساخت (۱۹۶۲-۱۹۵۶)
این فرودگاه توسط مستشاران آمریکایی ساخته شد. هدف از ساخت این فرودگاه که به سبک معماری مدرن آمریکا ساخته شده بود، سوخت‌گیری هواپیماهایی بود که بین خاورمیانه و جنوب شرق رفت و آمد می‌کردند. با ابداع هواپیمای جت مه دیگر نیازی به توقف برای سوخت‌گیری نداشت، استفاده از این فرودگاه رو به کاهش نهاد.
در زمانیکه آمریکایی ها در جنوب مشغول ساخت این فرودگاه بودند، روس‌ها در شمال مشغول ساخت فرودگاه کابل بودند.

### تسخیر شوروی
هنگام جنگ شوروی در افغانستان این میدان هوایی توسط نیروی هوایی شوروی استفاده می‌شد و از آن به عنوان پایگاهی برای درگیری با مجاهدین افغانستان استفاده می‌کردند.

### دوران طالبان
سازمان ملل و صلیب سرخ از این فرودگاه استفاده می‌کردند.

### سده ۲۱ام

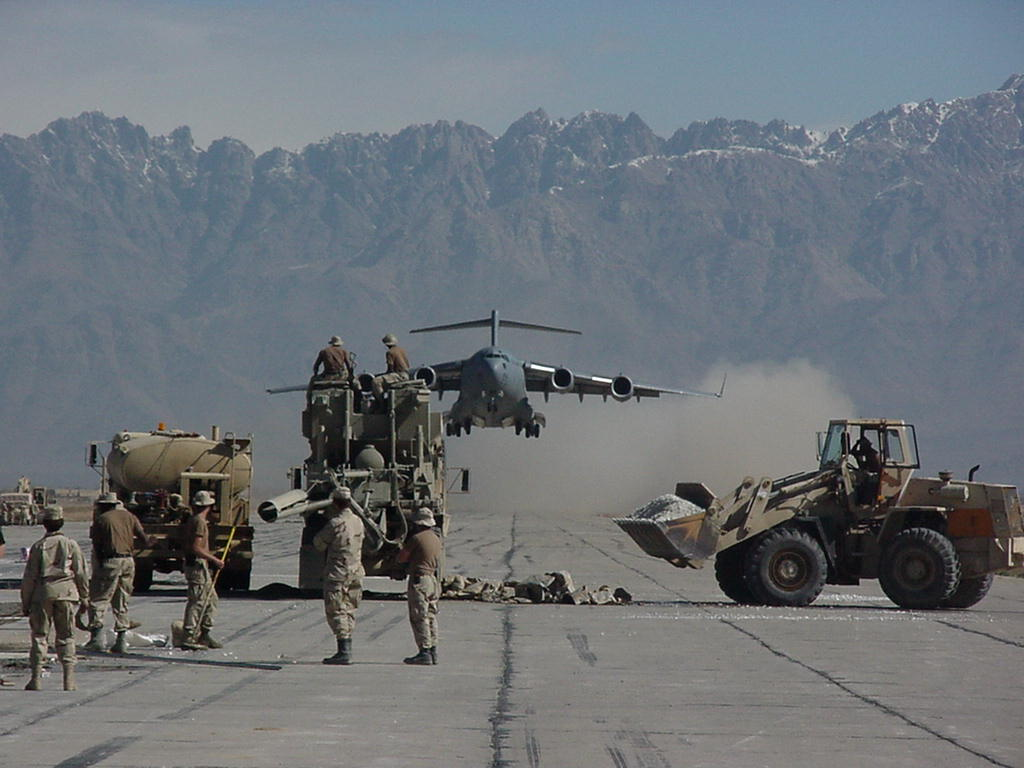
بازسازی باند فرودگاه قندهار توسط نظامیان آمریکایی.

در سال ۲۰۰۹ میلادی به همراه افزایش زیاد در عملیات نظامی سازمان ناتو در افغانستان، شمار پروازهای پایگاه هوایی فرودگاه قندهار از ۱۷۰۰ به ۵۰۰۰ پرواز در هفته رسید. این شمار از پروازها بدین معنی است که در این تاریخ فرودگاه قندهار پرترددترین فرودگاه یک‌بانده در جهان بوده‌است.

## شرکت‌های هواپیمایی

### مسافربری
| شرکت‌های هواپیمایی | مقصدهای پروازی        |
| ----------------- | --------------------- |
| هواپیمایی آریانا  | دهلی، دوبی، جده، کابل |
| فلای‌دوبی          | چارتر: بگرام, دوبی    |
| کام ایر           | دوبی، جده، کابل، مشهد |

### حمل بار
| شرکت‌های هواپیمایی | مقصدهای پروازی          |
| ----------------- | ----------------------- |
| اطلس ایر          | دوبی, هنگ کنگ, نیویورک  |
| کوین ایرویز       | دوبی                    |
| فیتس‌ایر           | دوبی                    |
| کالیتا ایر        | بحرین، هنگ کنگ، نیویورک |
| سیلک وی ایرلاینز  | باکو                    |

## حوادث
- در دسامبر ۱۹۹۹ در جریان هواپیماربایی پرواز شماره ۸۱۴ ایندین ایرلاینز یک نفر کشته و ۱۷ نفر زخمی شدند.
- در ۸ دسامبر ۲۰۱۵ در یک بمب‌گذاری در این فرودگاه ۶۱ نفر کشته و دست کم ۳۵ نفر زخمی شدند.
- در ۱۷ دسامبر ۲۰۱۶ به دنبال یک حادثه تیراندازی در این فرودگاه، دست کم ۶ نفر کشته شدند.

## نگارخانه

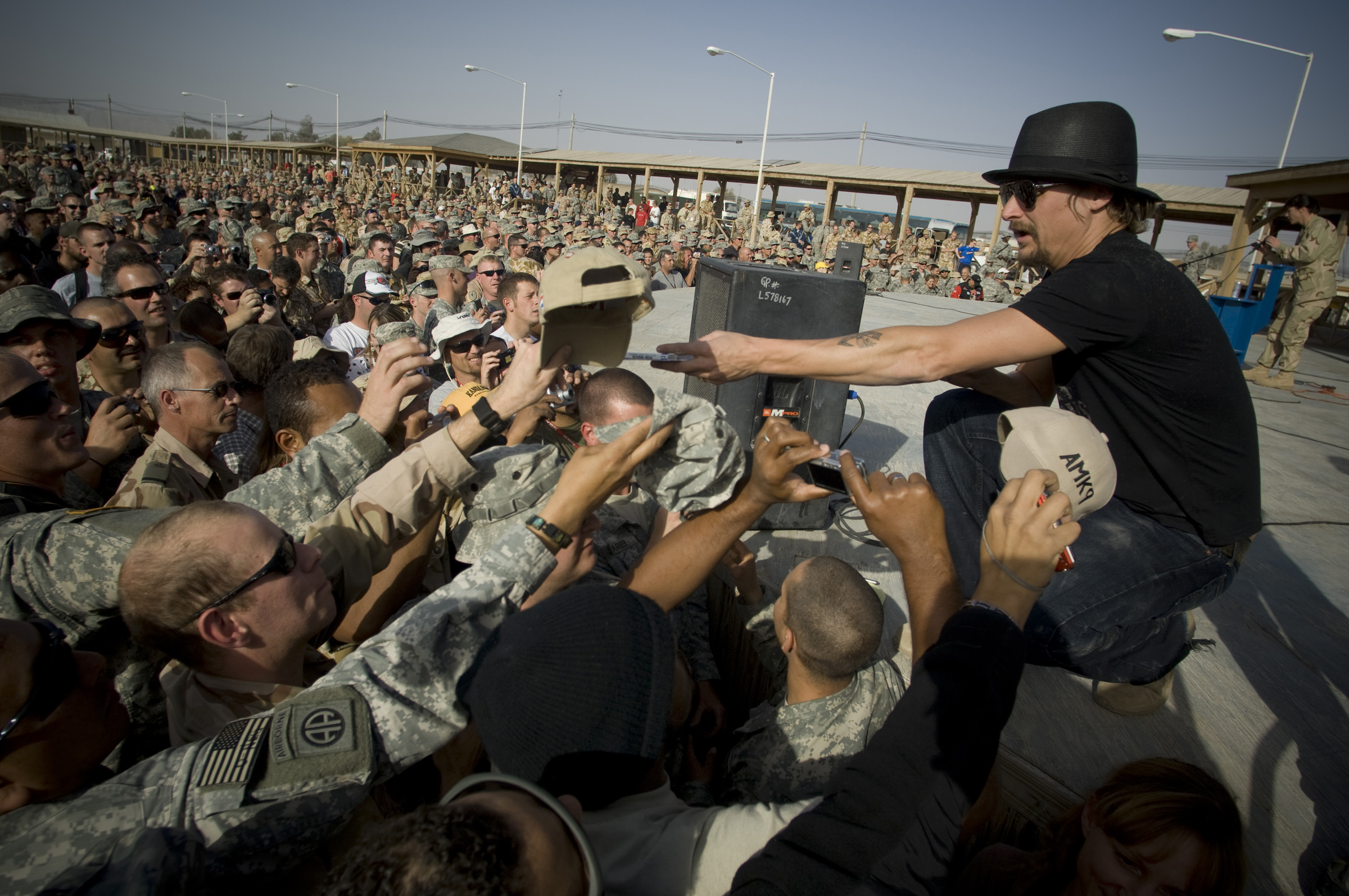
خواننده آمریکایی، کید راک در پایگاه هوایی قندهار در دسامبر ۲۰۰۷
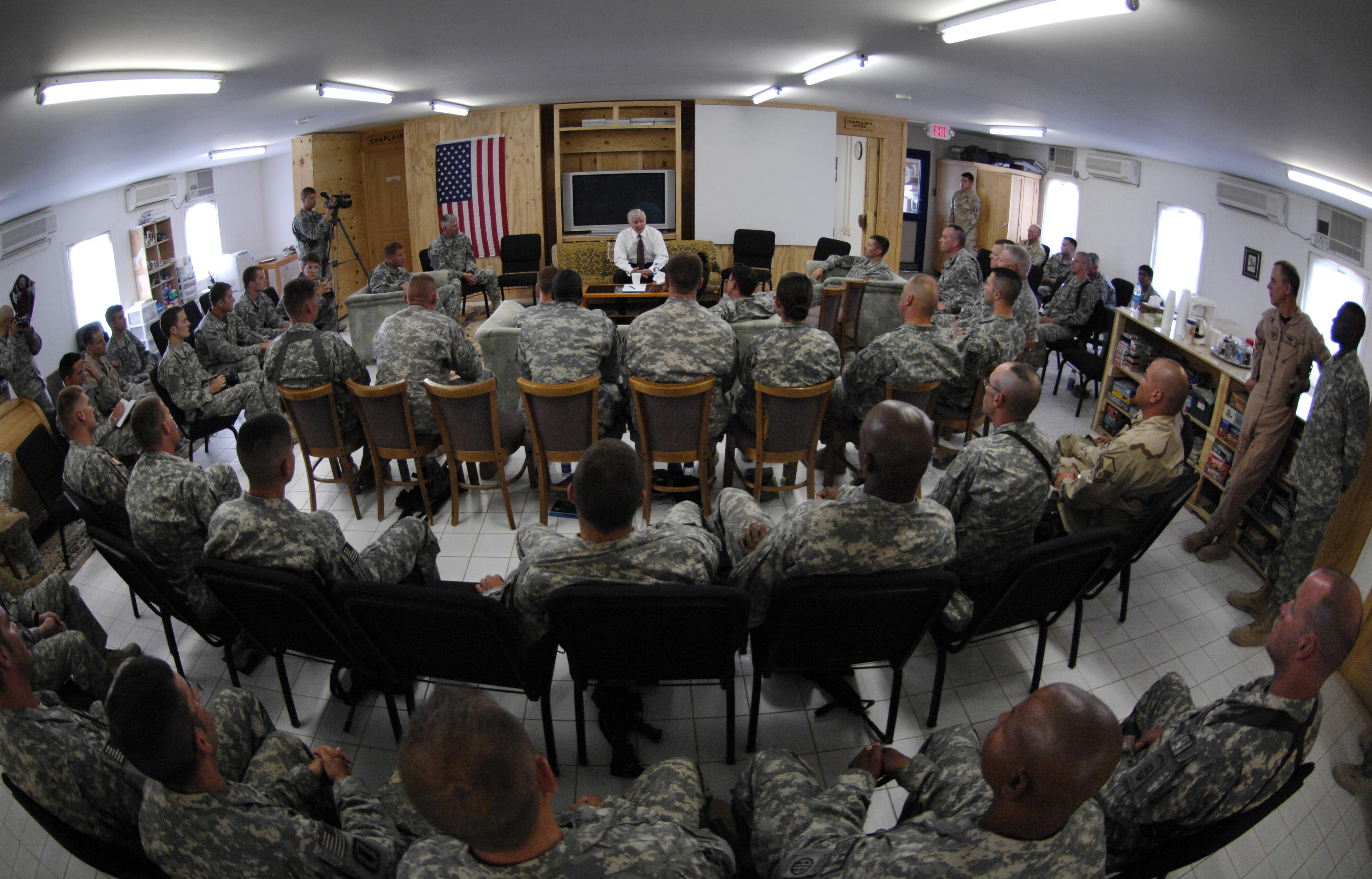
رابرت گیتس، وزیر دفاع آمریکا در پایگاه هوایی قندهار در ژوئن ۲۰۰۷
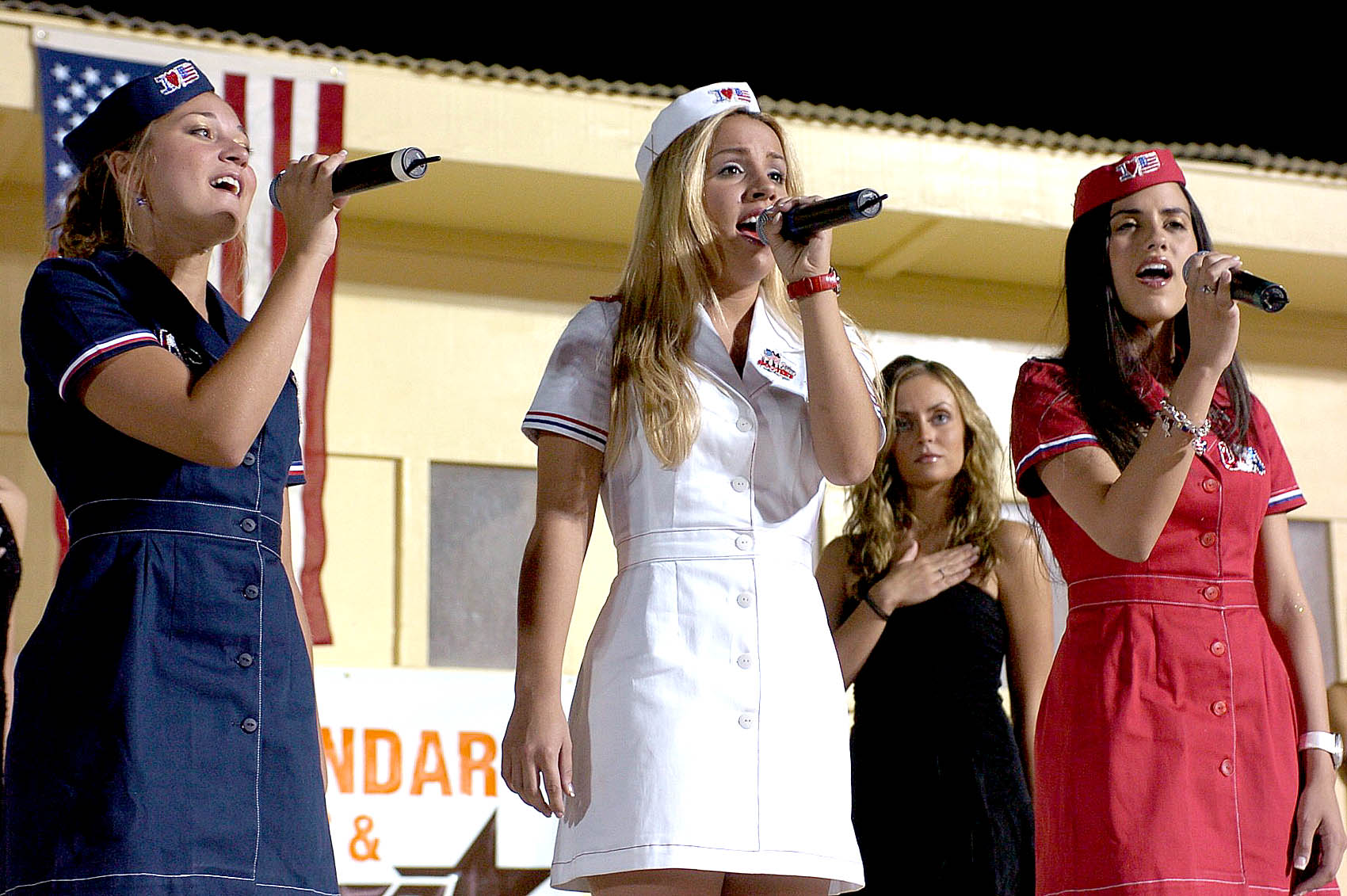
گروه موسیقی آمریکایی یوسی۳ در پایگاه هوایی قندهار در سل ۲۰۰۴
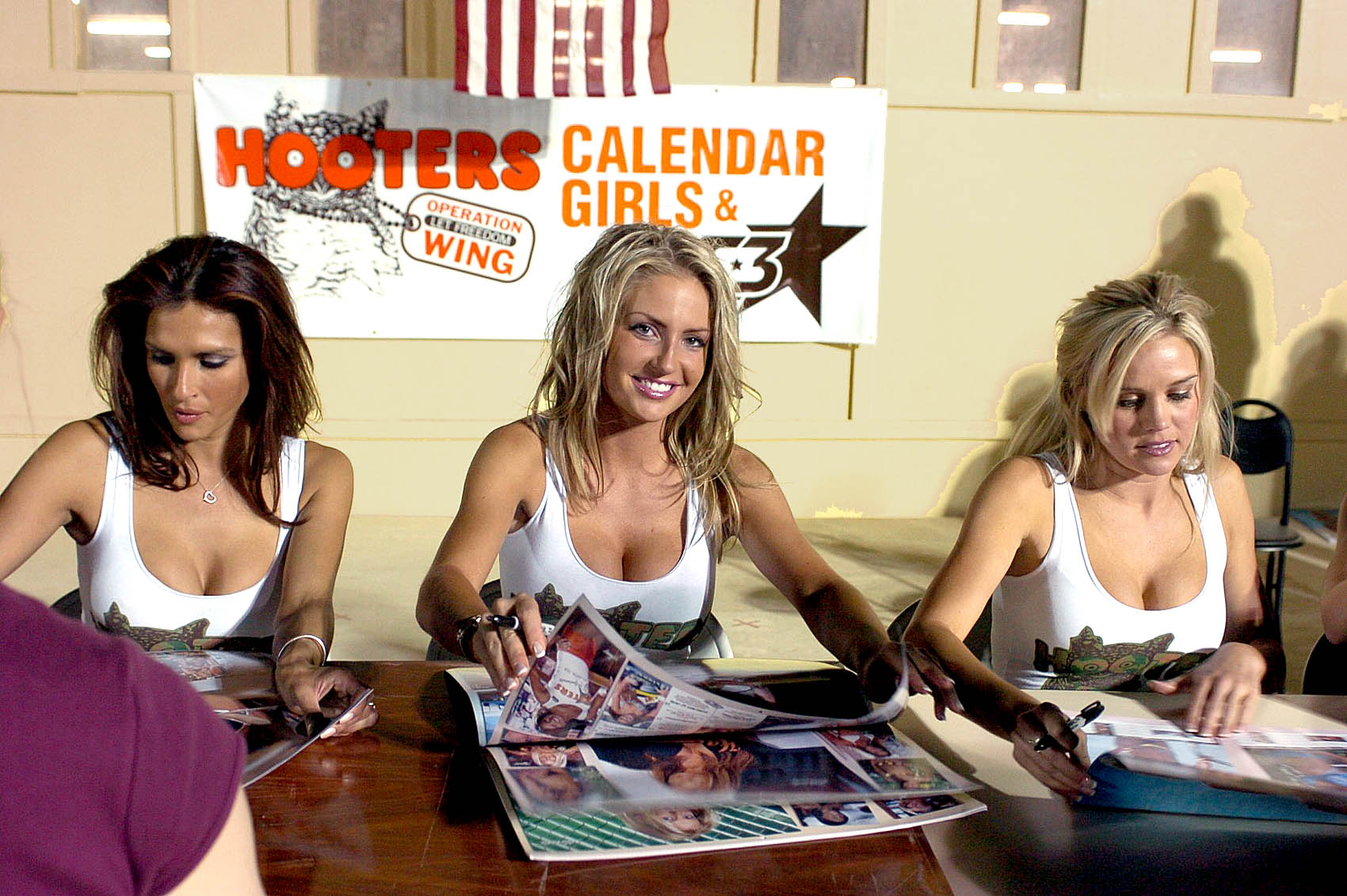
«دختران عکس‌های تقویم» از گارسون‌های رستوران زنجیره‌ای آمریکایی هوترز در پایگاه هوایی قندهار در سال ۲۰۰۴.
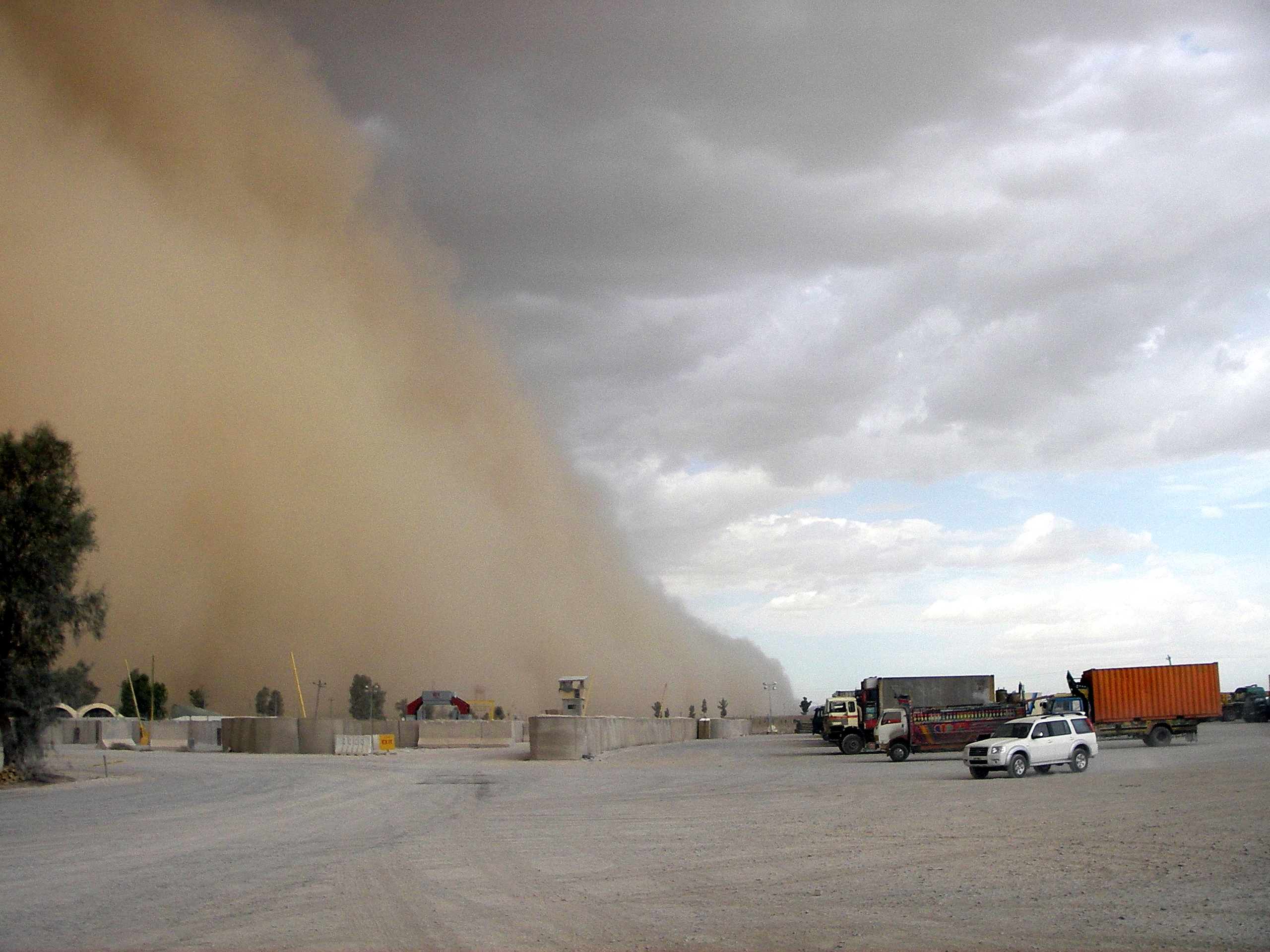
توفان شن بر فراز فرودگاه قندهار، اوت ۲۰۰۸.